# Ctenomys colburni
Ctenomys colburni är en däggdjursart som beskrevs av J. A. Allen 1903. Ctenomys colburni ingår i släktet kamråttor och familjen buskråttor. IUCN kategoriserar arten globalt som otillräckligt studerad. Inga underarter finns listade i Catalogue of Life.
Denna gnagare förekommer i Argentina i provinsen Santa Cruz nära gränsen till Chile. Den lever där i stäpper.